# 無双☆スターズ
『無双☆スターズ』（むそう☆スターズ）は、コーエーテクモゲームスより2017年3月30日に発売されたPlayStation 4・PlayStation Vita・Microsoft Windows用ゲームソフト。Windows版の配信はSteamで行われ、2017年8月30日に解禁された。

## 概要
「無双シリーズ」の一作で、大きな特徴としてコーエーテクモグループ（旧コーエー・旧テクモ・ガスト長野開発部）の各ブランドタイトルとのクロスオーバーが行われ、同社のキャラクターが共闘するオールスターゲームとなっている点がある。異世界から召喚されたという設定で各作品からキャラクターが登場する。
プレイヤーキャラクターのほかに複数のサポートキャラクターを連れていくことが可能となっており、戦闘中にサポートを行う。
登場キャラクターについては2016年9月29日から10月16日にかけてアンケートを行い、結果は開発陣に届けられる。

## ゲームの流れ
12キャラクターから一人を選択し、オリジナルキャラクターごとのルートを巡っていく事となる。

## 登場キャラクター

### オリジナルキャラクター
環（たまき）
声 - 高田憂希
次の王と預言された少女。 泉に残された最後の力を使い、英雄たちを異世界へ召喚した。王宮で大切に育てられてきたため、穏やかで礼儀正しい。崩壊しつつある世界に胸を痛めており、自分にできることなら何でもしたいと考えている。
志貴（しき）
声 - 興津和幸
前王の長子。環の兄。 貴公子らしく優雅なたたずまいだが、その表情が変わることは滅多になく、常に冷然としている。王を目指す環や刹那の行動を阻み、家族相手であろうと容赦なく戦うが、その真意は謎に包まれている。
刹那（せつな）
声 - 菊池幸利
早世した前々王の子。 環・志貴の従兄弟で、彼らとは兄弟同然に育てられてきた。熱くなりやすく、じっとしていることが苦手。父が死んだ時は幼かったため王位を継ぐことができなかったが、世界の危機に際し真の王位継承者として環の前に立ちはだかる。

### 真・三國無双シリーズ
趙雲
声 - 小野坂昌也
忠義に篤く、誠実な若武者。 乱世に仕えるべき主を求め各地を歴訪した末に、劉備の人柄に惚れ込み臣下となる。後に、蜀の五虎大将に数えられる。性格は穏やかだが、戦場では大軍に対し単騎で斬り込むほどの闘志を示す。
王元姫
声 - 伊藤かな恵
魏の重臣王粛の娘。 幼い頃から賢く、胆力があり、「男なりせば」と周囲から嘆息された。礼儀正しく、弱者にも優しいが、身内と判断した人間には遠慮なく本音を語る。
周倉
声 - 沢城千春
元黄巾党・張宝の部下。 臥牛山で山賊に身を落としていた時に憧れていた関羽と再会、従者となる。並外れた俊足の持ち主で、その速さは、一日千里を駆ける赤兎馬と同じであったという。また、怪力で水練（水泳）に長じ、将としても活躍した。
企画段階では存在しなかったがその後候補に上がり、『真・三國無双8』のチームと共同で制作が行われた。
呂布
声 - 稲田徹
武芸を極め、弓馬に優れた猛将。 名馬赤兎馬を駆り、その鬼神の如き強さをもって「人中の呂布、馬中の赤兎」と称された。力に最大の価値を見出し、自らの力への自信から社会的倫理を顧みずに生きた漢。

### 戦国無双シリーズ
真田幸村
声 - 草尾毅
信濃の豪族・真田家の若武者。 もののふとしての信義を重んじ、たとえ困難な状況にあっても己の信じた道を貫こうとする。真面目で清廉だが、内には激しい闘志を秘めている。
石田三成
声 - 竹本英史
豊臣秀吉子飼いの将で、優れた才覚を持つ高潔な理論家。 自尊心が高く、常に理論や理想が先走りするため、結果として不遜に見られてしまう不器用な面も。その性格が災いして敵を作りやすいが、心を許した相手には熱い胸の内を垣間見せる。
井伊直虎
声 - 斉藤佑圭
遠州・井伊家の当主。 井伊家に男兄弟がいなかったため男名を与えられ、家督を継ぐこととなる。自らは当主の器量ではないと戸惑い、悩みつつも、その優しさゆえに遠州の平和を守ろうと奮闘する。
「戦国無双シリーズ」から男性だけというのはバランスが良くないため、ガラシャとともに候補に挙がっており、『デッド オア アライブ5』にも参戦しており知名度でも本作品の方向性にマッチしている直虎が選ばれた。

### 討鬼伝
桜花
声 - 浅野真澄
“鬼”を討つ鬼たる、モノノフの一人。 凛々しく清廉な女性。並外れた腕を持つ太刀の使い手で、所属するウタカタの里では、右に出る者がいない。守るべきもののためなら、命を投げ出すこともいとわない堅い信念の持ち主。
ホロウ
声 - 照井春佳
“鬼”を討つ鬼たる、モノノフの一人。記憶喪失の謎の女性。 長大な銃を軽々と扱い、事も無げに“鬼”と激闘を繰り広げる。常識に欠け、奇想天外な言動で周囲を振り回すことが多い。
時継
声 - 山寺宏一
“鬼”を討つ鬼たる、モノノフの一人。 体はカラクリ人形だが、その中には人間の魂が封じられている。見た目は可愛いものの中身は勇者。兄貴分として周囲を引っ張っていく。銃を使わせれば右に出るものはいない。

### 遙かなる時空の中で6
有馬一
声 - 寺島拓篤
帝国軍の対怨霊討伐組織、精鋭分隊の隊長。23歳。 怨霊討伐において、帝国軍内で右に出る者はいない。軍人らしく、めったに笑顔を見せない高潔な人物。決断が早く、迅速果敢な行動をとる。龍神の神子を守護する役目を担っている。
ダリウス
声 - 鈴村健一
鬼の一族として、帝都の森の奥に潜んで暮らしている青年。24歳。 首領の証である仮面を継承しており、幻術に秀でている。異質な美しさと強い力を持ち、他者を魅了するが、内面には孤独を秘めている。

### ソフィーのアトリエ
次回作の『フィリスのアトリエ 〜不思議な旅の錬金術士〜』ではなく『ソフィーのアトリエ』が選ばれたのは、本作品開発時の「アトリエシリーズ」最新作が『ソフィーのアトリエ』だったため。
ソフィー
声 - 相坂優歌
キルヘン・ベルの街はずれでアトリエを営んでいる錬金術士。 明るくほわっとした性格で周りを和ませるが、時間にルーズであるなど、ずぼらなことも多い。錬金術が大好きで、人のために使うことに大きな喜びを感じている。
プラフタ
声 - 井口裕香
アトリエの本棚にしまわれていた古い本。 ソフィーがこの本にレシピを書き込んだことで目覚め、ソフィーに錬金術を教える先生のような立場になった。その後、精巧な人形の体に魂を移したことで、人の姿で出歩けるようになる。長く眠っていたためか、記憶の大半を失っている。

### NINJA GAIDEN
リュウ・ハヤブサ
声 - 堀秀行
隼一族の忍者。『龍の一族』の末裔。 激しい戦闘経験を通して体得してきた武力、そして胆力は既に常人が及ばざる域に達している。どんな時も平常心を失わず達観しているが、その胸の内には熱いものを秘めている。
あやね
声 - 山崎和佳奈
霧幻天神流覇神門の若き天才くノ一。 呪われた出生ゆえ、闇に生きることを定められた少女。隼一族に協力しており、リュウを陰から支える。かすみとは異父姉妹でありながら、抜け忍となった彼女を追う刺客の任を負っている。
『デッド オア アライブ』のキャラクターでもあるが、『NINJA GAIDEN』からの登場となる。これは『NINJA GAIDEN』のキャラクターがリュウだけでは寂しいと判断されたことと、アクションのバリエーションを増やすため、武器を持って戦うキャラクターにしたかったからだという。

### デッド オア アライブ
かすみ
声 - 桑島法子
伝統ある忍者一門、「霧幻天神流忍術天神門」の継承者。 ある事件をきっかけに里を捨て「抜け忍」となったため、里に帰れぬばかりか、命を狙われる過酷な日々が続く。高速に繰り出される華麗かつ多彩な攻撃はもはや防ぎきれるものではない。
マリー・ローズ
声 - 相沢舞
小悪魔的な微笑みを浮かべた少女。 召使いらしき風貌だが、その素性は謎に包まれている。小柄で可憐な出で立ちとは裏腹に、軍隊格闘術「システマ」を使いこなし、流動的かつトリッキーな動きで敵を翻弄する。
ほのか
声 - 野中藍
優しいおばあちゃんに育てられた、おっとりした女の子。 格闘技を見るのが好きで、興奮すると不思議な力が湧き上がってくる。一番の特技は、見た技をすぐに覚えることなのだが、周囲の人にはずっと秘密にしている。

### 影牢
ミレニア
声 - 皆川純子
刻人（ときびと）により「人間狩り」を行うように仕向けられ、記憶や罪悪感などの感情が奪われた少女。 育ての母・ヨカルの言葉に従い人間の魂を捧げることを役目としており、それ以外のことには一切の関心を持たない。
レグリナ
声 - 斉藤佑圭
「魔神の娘」と呼ばれる存在。その出自は謎に包まれている。 魔神の封印を解く聖言を集めるために、人間界に降り立った。感情を表にあらわすことはほとんどなく、トラップを召喚する力を駆使して淡々と人間を始末する。

### オプーナ
オプーナ
声 - 小林裕介
宇宙をまもる勇者たち「コスモガード」が暮らす「ティティア星」生まれの少年。 コスモガードとしてはまだ子どもなため、見習い扱いだったが、両親の出張について初の宇宙飛行中、ランドロール星に不時着。そこでの冒険を通して勇者へと成長した。
元々はイベントシーンなどに登場するマスコットキャラクターのようなポジションが想定されていたが、ティザームービーでプレイアブルキャラクターとして登場するように見えることが反響を呼び、プレイアブルキャラクターとなった。このためストーリーには深く絡まない。

### Rioシリーズ
リオ
声 - 井上麻里奈
ホテルハワードリゾート所属の花形カジノディーラー。 その見事な腕前と強運から、「勝利の女神」と呼ばれている。元気いっぱいで、明るく快活な女性。母・リサのような超一流ディーラーを目指し、日々頑張っている。

### のぶニャがの野望
織田のぶニャが
声 - 武内駿輔
言わずとしれた戦国の風雲児。猫種は和猫。 尾張国古渡城城主・織田のぶミーでの子として生まれた。一見粗野だが、実は心温かく情に篤い性格。「天下布猫」をかかげて、乱れた日本に覇道を築かんと日々戦い続けている。
コーエーテクモゲームスが扱うゲームには様々な織田信長がいるため、一時は織田信長を登場させないことも考えられた。だが織田信長という存在が全くないというのも何か違い、せめぎ合いの中で「変化球」である織田のぶニャがが選ばれた。

### よるのないくに
アーナス
声 - M・A・O
教皇庁に仕える聖騎士。 かつて、妖魔の王の一人である"夜の君"の血に触れてしまい、半分妖魔、半分人間の"半妖"と呼ばれる存在となった。一見して物静かで落ち着いた少女だが、内に強い情熱を秘めている。
クリストフォロス
声 - 黒沢ともよ
歌劇場に棲まう、仮面をつけた"純血の妖魔"。 指揮棒を振りかざし、聴く者を死へと誘う、破滅のオーケストラを奏でる。つけている仮面によって、口調や性格ががらりと変わる謎めいた存在。

### 仁王
ウィリアム
声 - ベン・ピール
金髪碧眼のアイルランド系イギリス人。 幼い頃に出会った守護霊・シアーシャと共に行動している。元海賊らしく、自由な気風で言葉づかいも荒いが、実は頭が切れ、正義感も強い人物。精霊や守護霊に好かれやすい体質である。
『仁王』と本作品の発売日は2か月も離れておらず、本作品が先に出た場合、ウィリアムはダウンロードコンテンツになる可能性もあった。また、風呂シーンのウィリアムのモデルは『仁王』側に逆輸入されている。

## ダウンロードコンテンツ
横浜DeNAベイスターズのホームユニフォームを着た呂布（筒香嘉智）・真田幸村（山﨑康晃）・有馬一（石田健大）のコスチュームを無料で入手できることが発表されている。

## 開発
作品同士のコラボレーション作品には「無双OROCHIシリーズ」があるが、参戦人数の多い同シリーズに対し、人数の少ない本作品は各作品の主要キャラクター同士が関わることで描かれる新たな関係性に重きを置いている。
登場する作品やキャラクターは、ここ最近アクティブに動いているものが中心に選ばれた。キャラクターの候補は100人以上だった。特定の作品から多数登場すると、少人数の作品がゲスト参戦のような形になってしまうことから、1つの作品からは3人までと決められた。ただしそれでも、「真・三國無双シリーズ」は周倉が追加されたことで4人になっている。